# Dziurawiec skąpolistny
Dziurawiec skąpolistny (Hypericum montanum L.) – gatunek byliny z rodziny dziurawcowatych. Występuje w północnej Afryce, Europie i zachodniej Azji (w Kaukazie). Rośnie w świetlistych lasach liściastych i na skrajach lasów oraz w zaroślach.

## Rozmieszczenie geograficzne
Zwarty zasięg gatunku obejmuje Europę od Pirenejów po środkową część kontynentu. Dalej na wschód rośnie wyspowo w Rosji, na Ukrainie i Białorusi i znów liczniej w Kaukazie. Na południu sięga do północnej Grecji, obejmuje Półwysep Apeniński oraz na wyspowych obszarach i izolowanych stanowiskach wyspy na Morzu Śródziemnym (Korsyka i Sardynia), Półwysep Iberyjski i góry w północno-zachodniej Afryce. Na północy sięga do Brytanii (z wyjątkiem północnej części), południowej części Półwyspu Skandynawskiego i na izolowanych stanowiskach rośnie na wyspach Morza Bałtyckiego oraz w południowej Finlandii.
W Polsce gatunek spotykany w całym kraju, bardzo rzadki w południowo-wschodnim jego krańcu oraz wzdłuż wybrzeża, z wyjątkiem Kaszub.

## Morfologia
ŁodygaWzniesiona, obła, nieowłosiona, 30–80 cm wysokości, najczęściej nierozgałęziona, ulistniona nierównomiernie.
LiściePojedyncze, siedzące, naprzeciwległe, o długości 2–8 cm, kształtu podłużnie jajowatego, górne czarno punktowane na brzegach, ogruczolone od spodu.
KwiatyKwiatostan oddalony od najwyższej pary liści, zbity i niemal główkowaty. Kwiaty promieniste, pięciokrotne, o średnicy 15–25 mm. Działki kielicha długości 6–7 mm, dwa razy krótsze od płatków, zaostrzone, na brzegu z gruczołami na trzoneczkach. Płatki korony barwy bladożółtej, z delikatnie zaostrzonymi wierzchołkami. Liczne pręciki, zrośnięte nasadami w 3–5 wiązek.
OwocMa postać torebki.

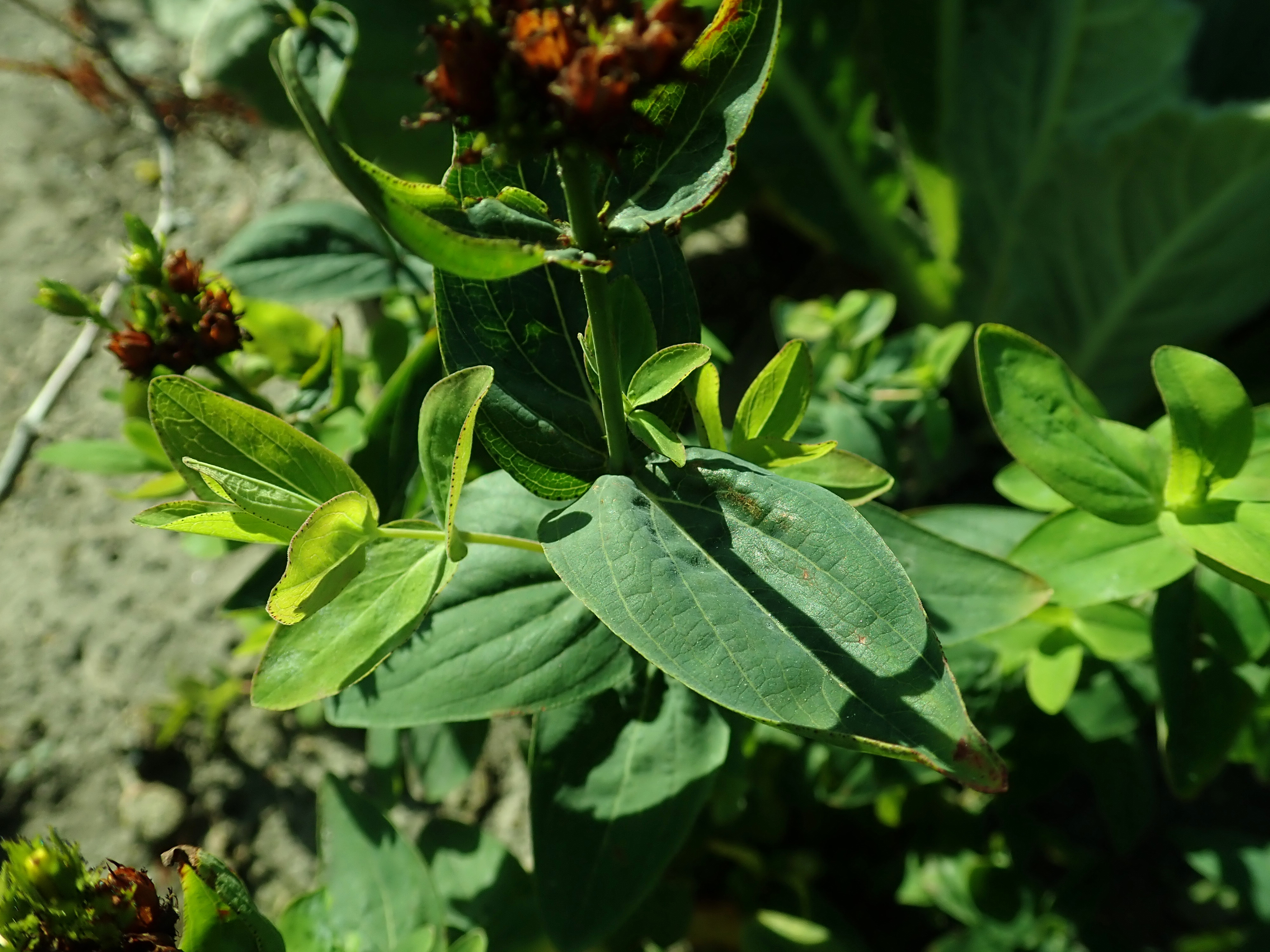
Liście
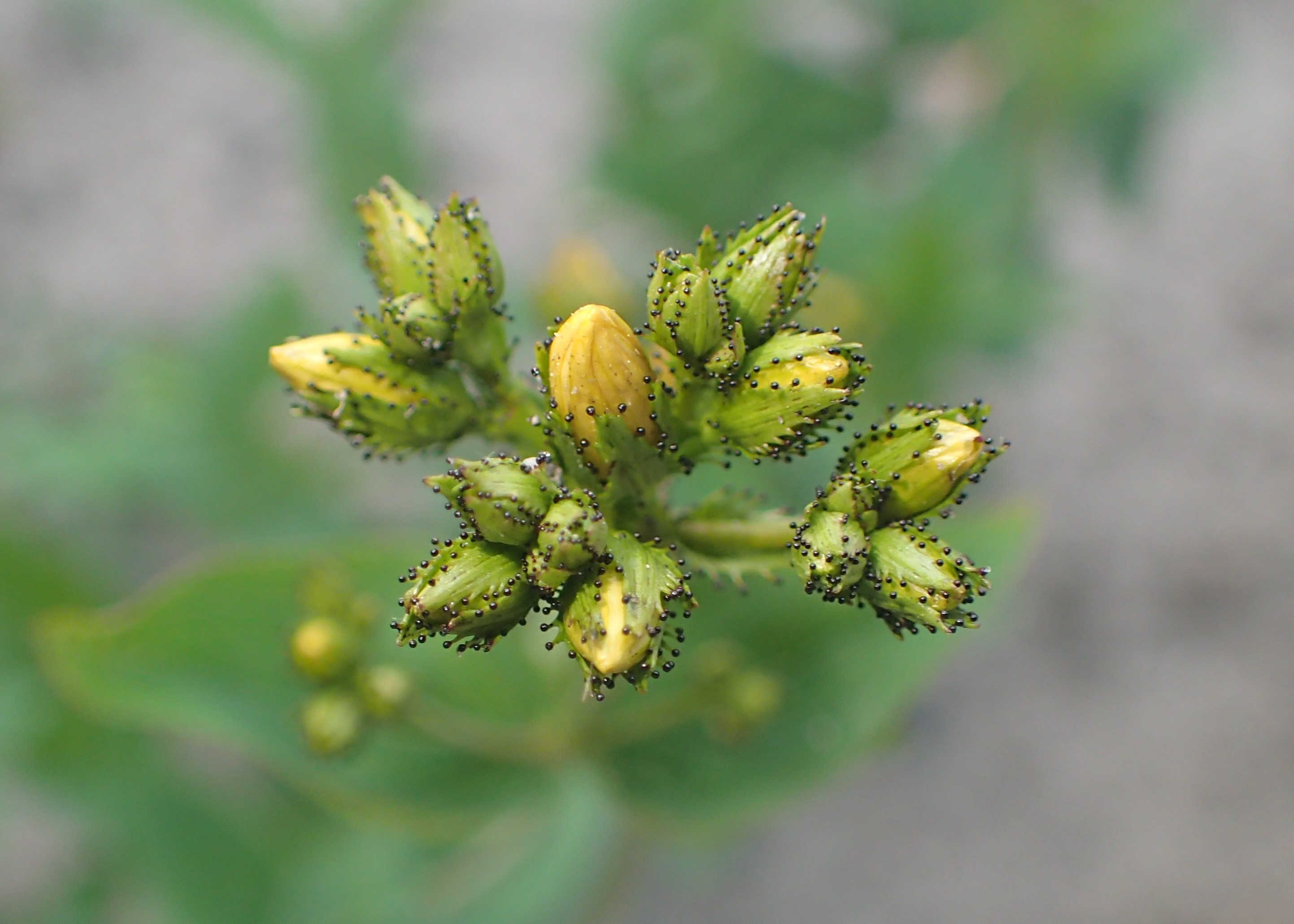
Pąki kwiatowe
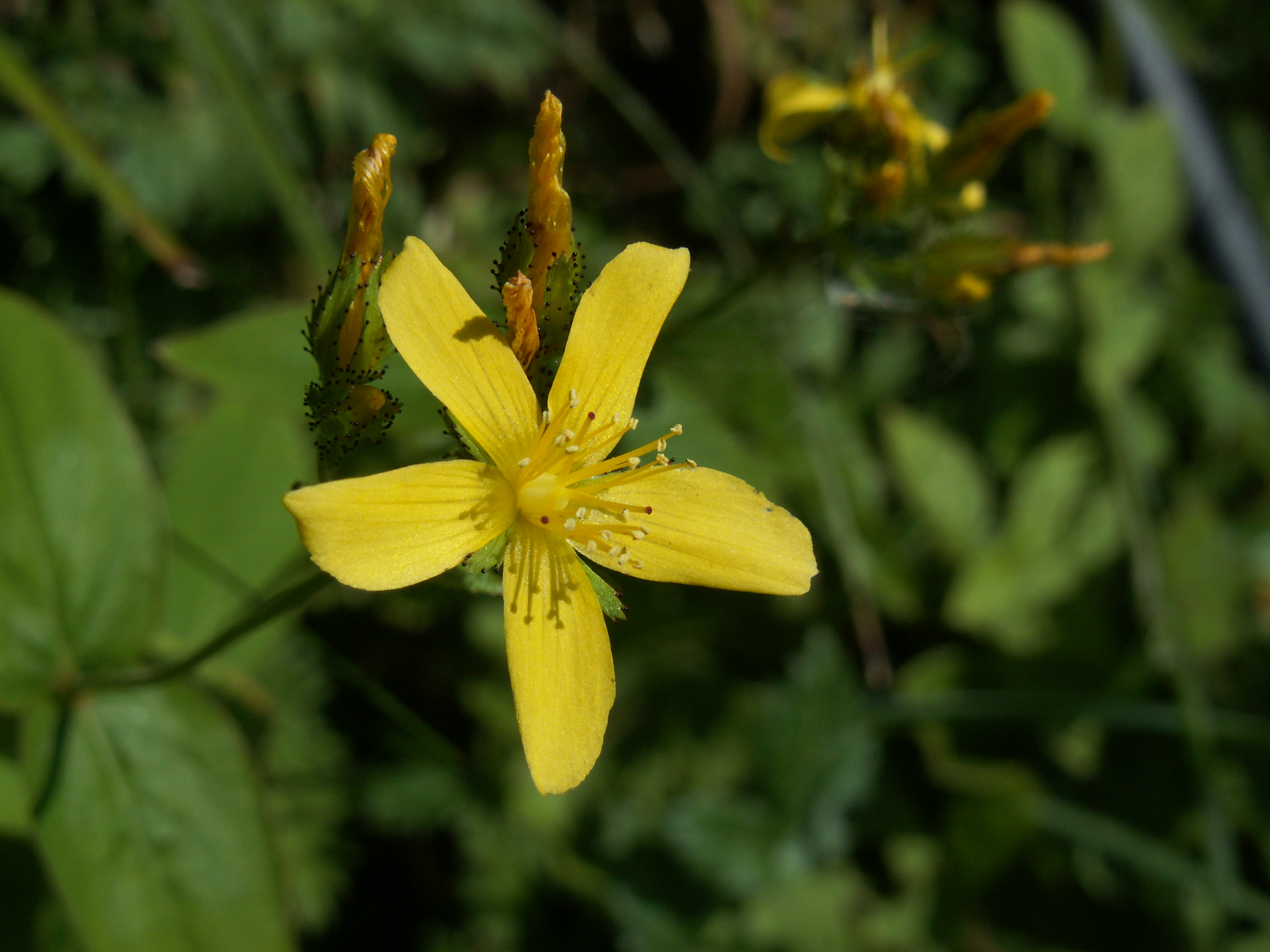
Kwiat
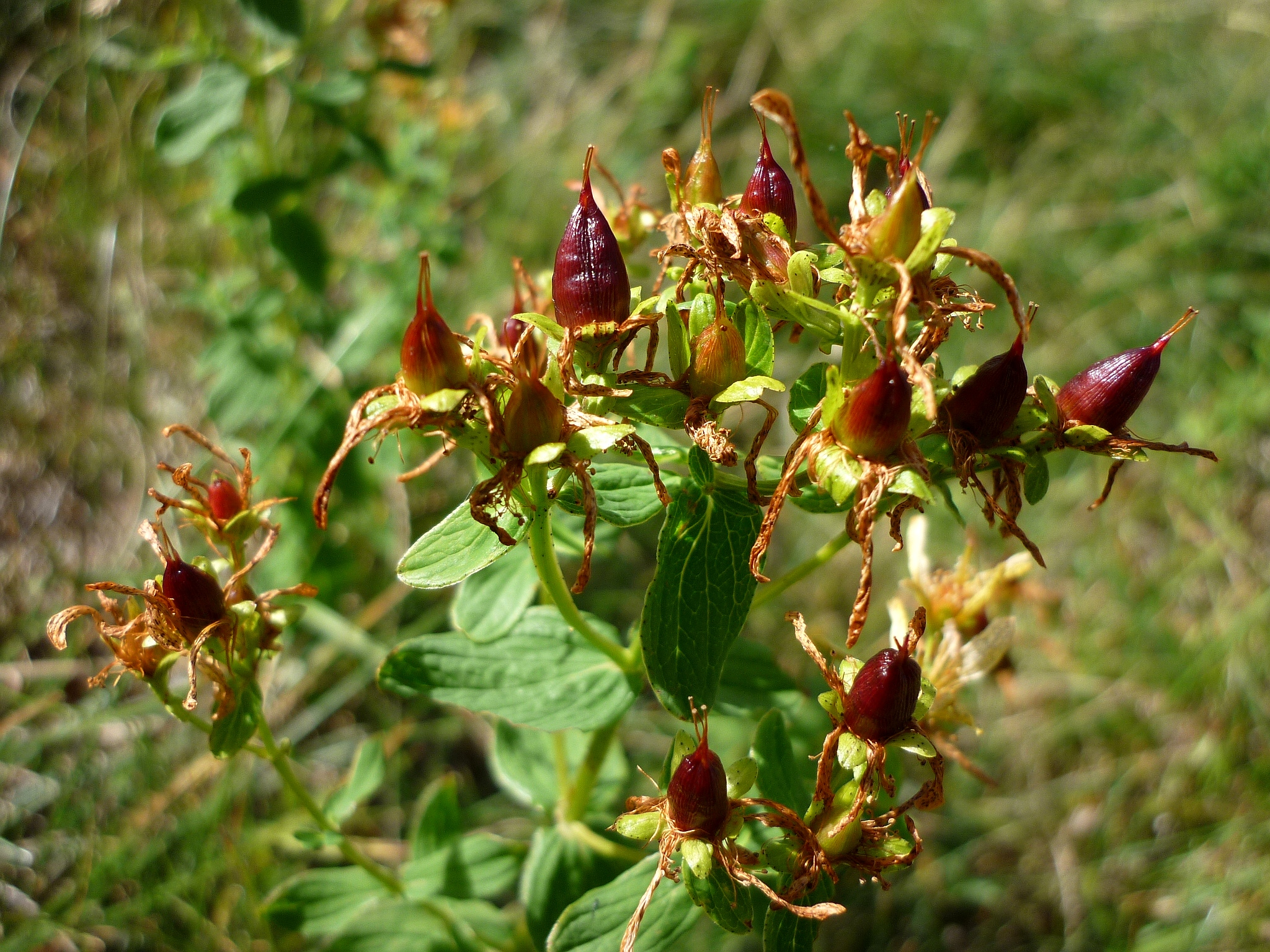
Owoce
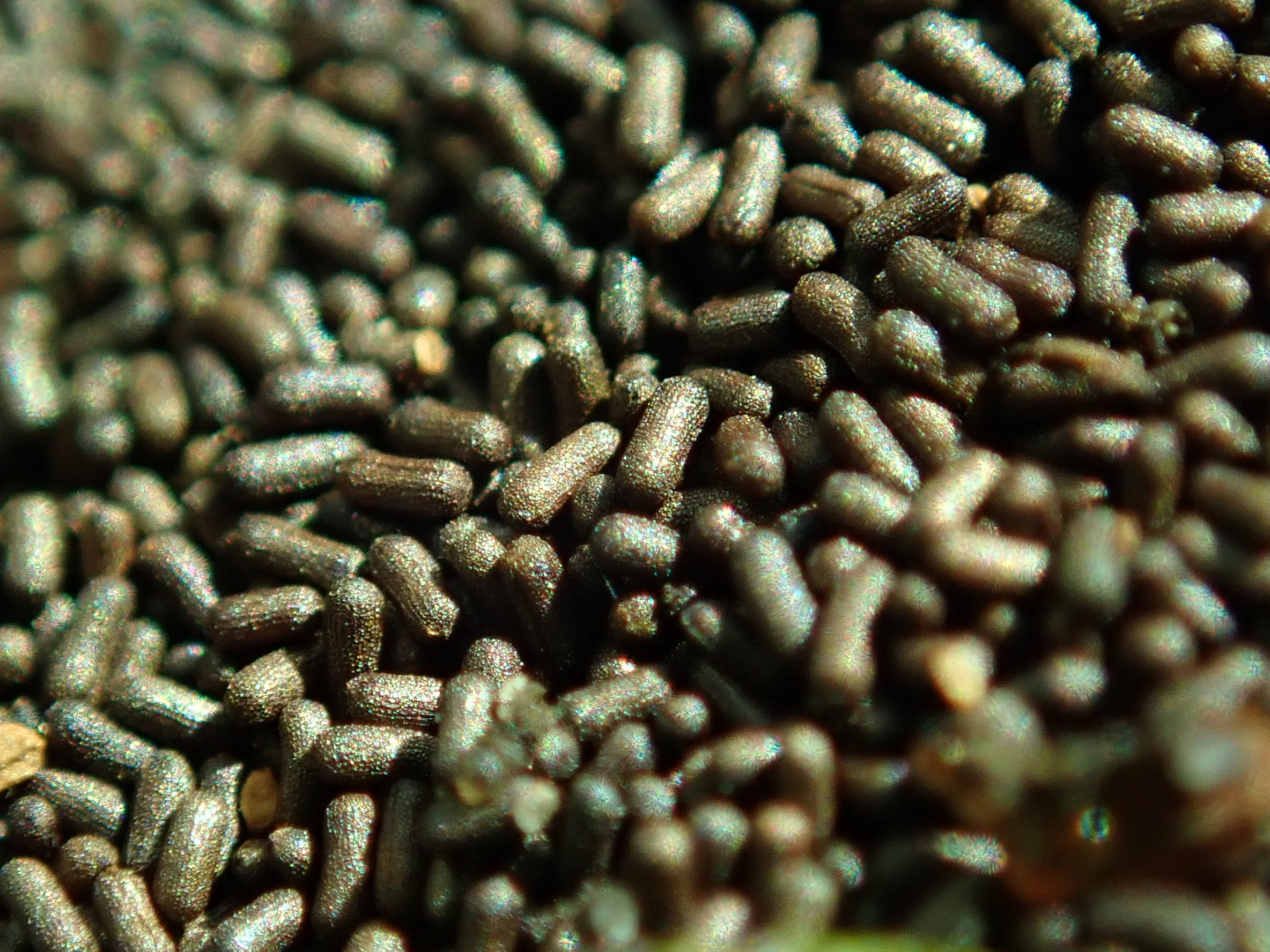
Nasiona

## Biologia i ekologia
Bylina, kwitnie od czerwca do września. Siedlisko: ciepłolubne dąbrowy, subborealny bór mieszany, ciepłolubne buczyny. Gleby suche, świeże, mezotroficzne, o odczynie obojętnym. Półcień i umiarkowane światło.